# 19441 Трюкфам
19441 Трюкфам (19441 Trucpham) — астероїд головного поясу, відкритий 31 березня 1998 року.
Тіссеранів параметр щодо Юпітера — 3,312.